# Myśl Polska
«Myśl Polska» (укр. «Думка Польщі») — польській суспільно-політичний тижневик національно-демократичного спрямування, заснований у 1941 році як орган Національної партії.

## Історія
Перший випуск «Myśl Polska» вийшов 20 березня 1941 року в Лондоні. Журнал був заснований як орган Національної партії. Його ініціатором був професор Владислав Фолькерський, який очолив редакційний комітет. Першим головним редактором тижневика був Мар'ян Роєк, який до того перебував у відпустці в Першому польському корпусі. Під час Другої Світової війни публіцистика часопису була зосереджена на польсько-радянських і польсько-німецьких відносинах, а також на питанні польських західних територій (вже у 1942 році пропагувалася концепція західного кордону Польщі по Одрі і Нисі-Лужицькій).
Після того, як у липні 1945 року Тимчасовий уряд національної єдності був офіційно визнаний Великою Британією, видання «Myśl Polska» було призупинено британською владою, формально через брак паперу. Газета знову почала виходити у березні 1946 року, вже як щомісячник. Тираж становив близько 2 000 примірників, частина з яких була відправлена до Польщі. 1 травня 1946 року тодішній голова Національної партії Тадеуш Бєлецький перебрав на себе редагування газети, а Віктор Тростянко став одним зі співредакторів. Наприкінці 1947 року наступним головним редактором став Войцех Васютинський. У 1958 році його замінив Антоні Дарґас.
Під час сталінського періоду в Польщі «Myśl Polska» був у списку заборонених цензурою часописів. До Польського Жовтня 1956 року за володіння та читання журналу загрожували суворі репресії. Пізніше, з 1970-х років, «Myśl Polska» був напівлегальним і його можна було прочитати в читальних залах міських бібліотек. Тижневик у країні друкувала і розповсюджувала товариство «PAX».
У 1993 році редакція журналу перейшла до Польщі, за участі, зокрема, Яна Томаша Замойського. У 2001-2004 роках тижневик виходив під назвою «Nowa Myśl Polska» (укр. «Нова Думка Польщі»). Пізніше він повернувся до своєї попередньої назви.
Напередодні вторгнення Росії в Україну у 2022 році «Myśl Polska» просуває проросійські та антиукраїнські погляди, публікуючи, серед іншого, тексти провідного ідеолога Кремля Олександра Дугіна.

## Редакційний комітет
Серед тих, хто співпрацює або співпрацював з журналом у минулому: професор Адам Веломський, Маґдалена Зентек-Веломська, Пшемислав Пяста, Матеуш Піскорський, Мацей Екхардт, Януш Саноцький, Єнджей Дмовський, Аркадіуш Мікса, Мацей Мотас, Збіґнєв Ліпінський, Іренеуш Лісяк, Станіслав Станік, Артур Ґурський, Анджей Шлензак, Тадеуш Ісаковіч-Залеський, Адам Шмех, Конрад Ренькас, Яцек Бартизель, Аґнєшка Півар, Антоні Конюшевський, Богдан Поренба.

## Головні редактори
| Редактор(-ка)        | Перебування на посаді | Перебування на посаді |
| Редактор(-ка)        | Початок               | Закінчення            |
| -------------------- | --------------------- | --------------------- |
| Мар'ян Роєк          | 1941                  | 1945                  |
| Тадеуш Бєлецький     | 1946                  | 1947                  |
| Войцех Васютинський  | 1947                  | 1958                  |
| Антоні Дарґас        | 1958                  | 1991                  |
| Боґуслав Ковальський | 1993                  | 1997                  |
| Ян Енґельґард        | 1997                  |                       |